# Эггиман, Роми
Роми Эггиман (нем. Romy Eggimann; род. 29 сентября 1995, Зумисвальд, Берн) — швейцарская хоккейная нападающая. В составе сборной Швейцарии бронзовый призёр Олимпийских игр 2014 года. С 2008 по 2023 годы на клубном уровне играла за команду «Лугано» в чемпионате Швейцарии, ныне игрок «Амбри-Пиотты». К матчам национальной сборной привлекается с 2013 года, приняла участие в чемпионатае мира 2013 года.
Помимо хоккея увлекается сноубордингом.